# Chokladkaka

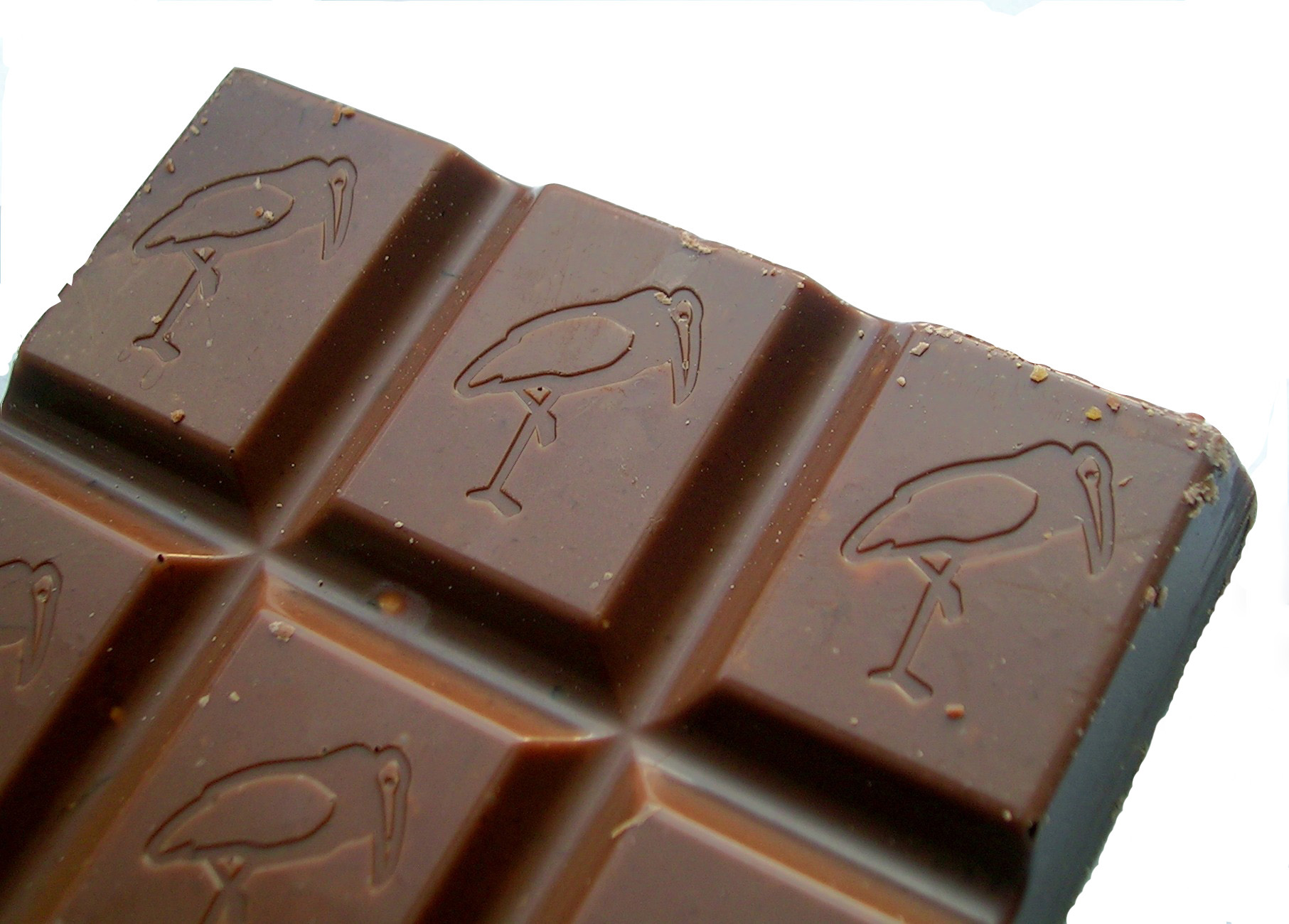
En norsk chokladkaka.

Chokladkaka kan dels syfta på bakverk innehållande choklad eller kakaopulver, dels ett större stycke godischoklad/blockchoklad bestående av flera sammansatta chokladbitar. Chokladkakor kan förutom choklad innehålla andra smaksättare som exempelvis nötter, mandel, kokos eller russin.
Den första chokladkakan tillverkades 1847 och 1875 framställdes mjölkchoklad i Schweiz.

## Bildgalleri

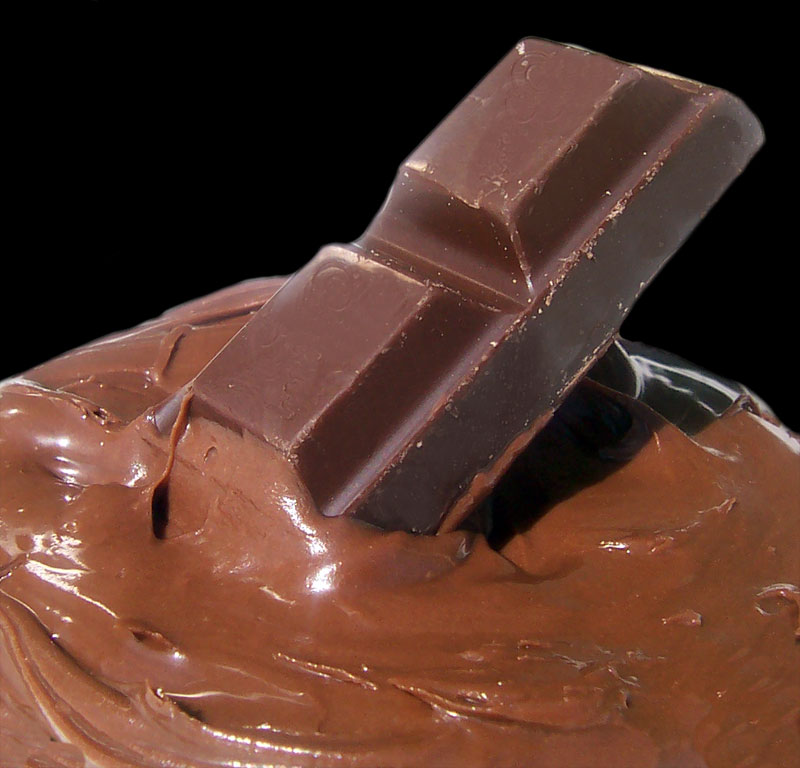
Smältande chokladkaka
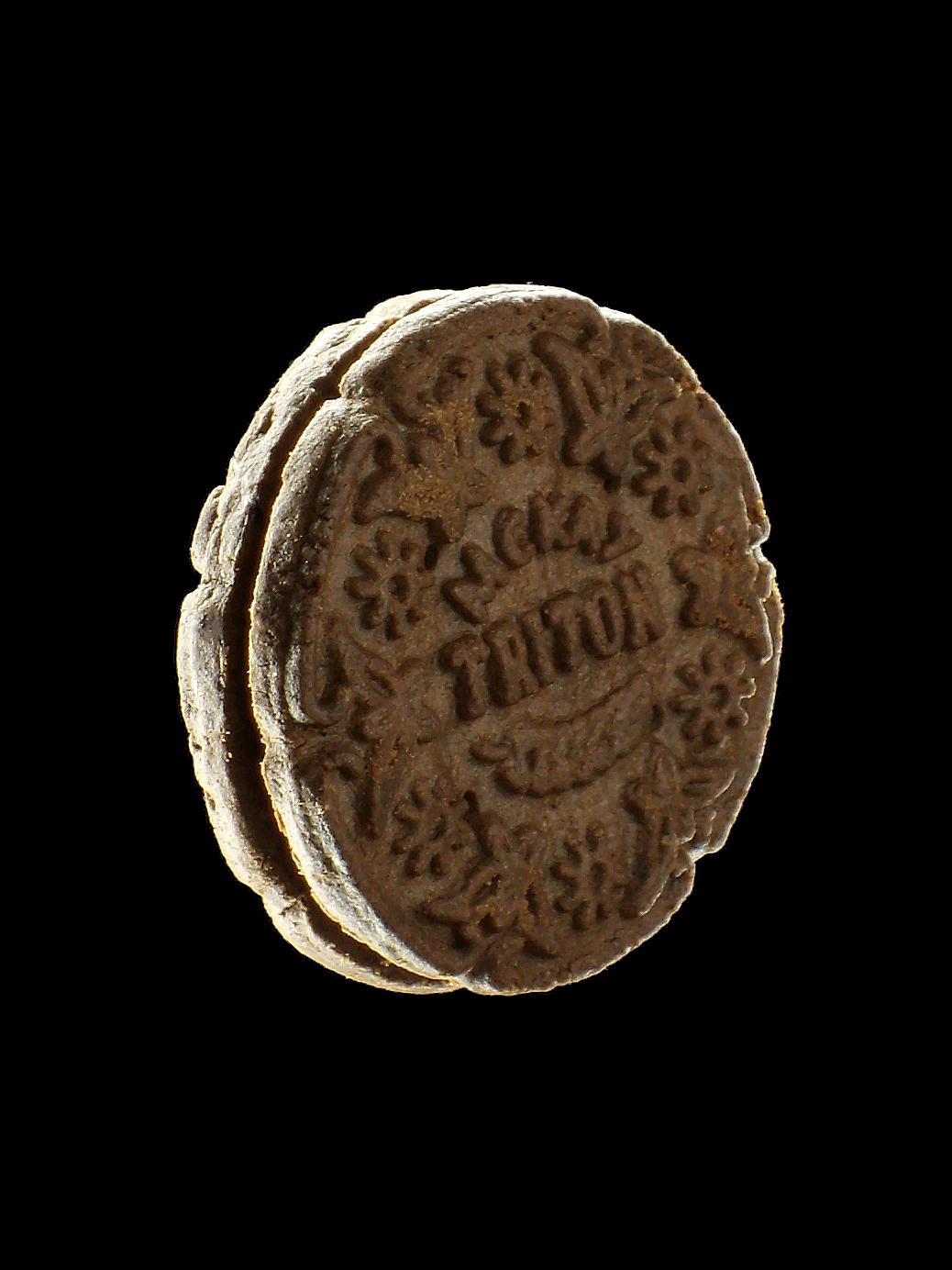
Chokladkaka av kextyp
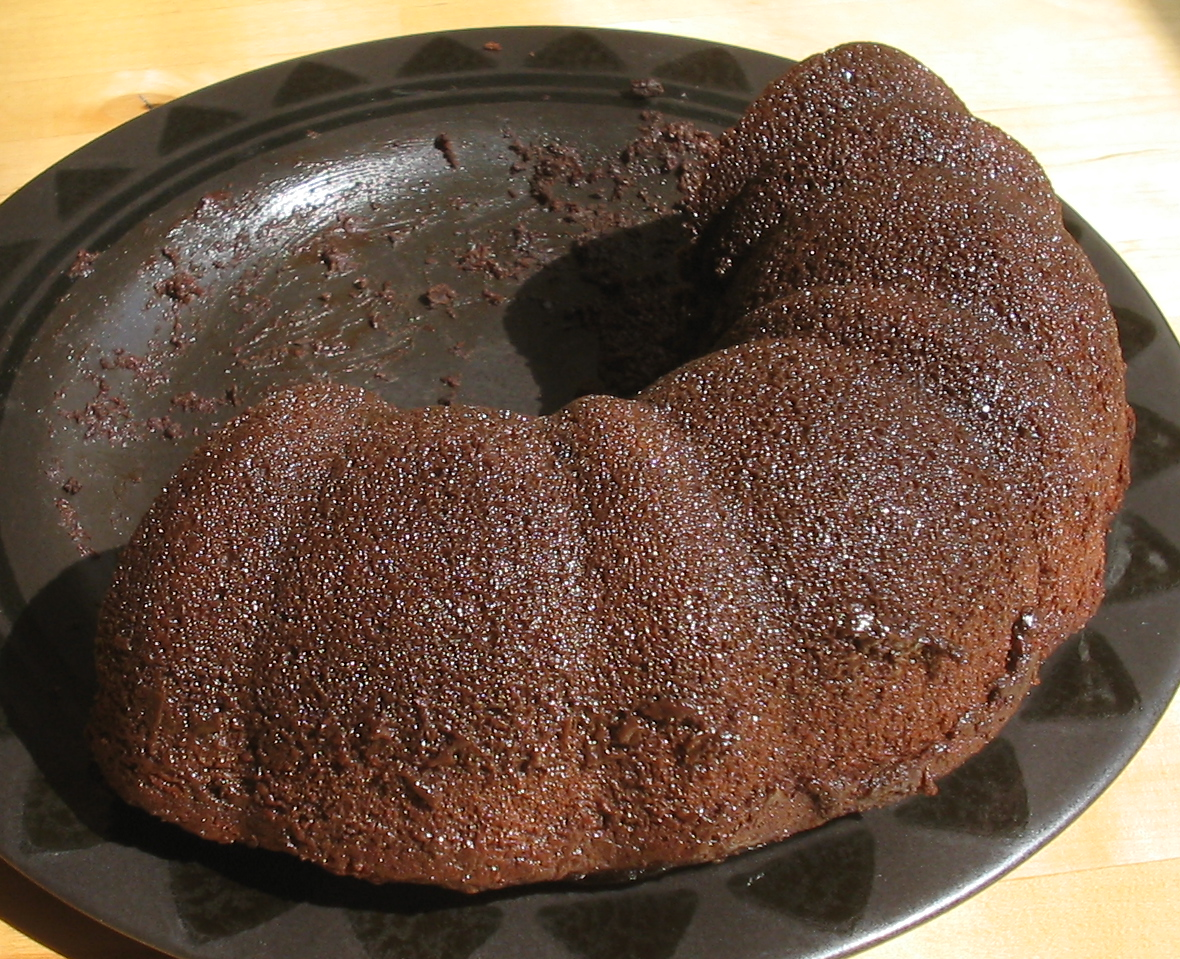
Chokladkaka av sockerkakstyp
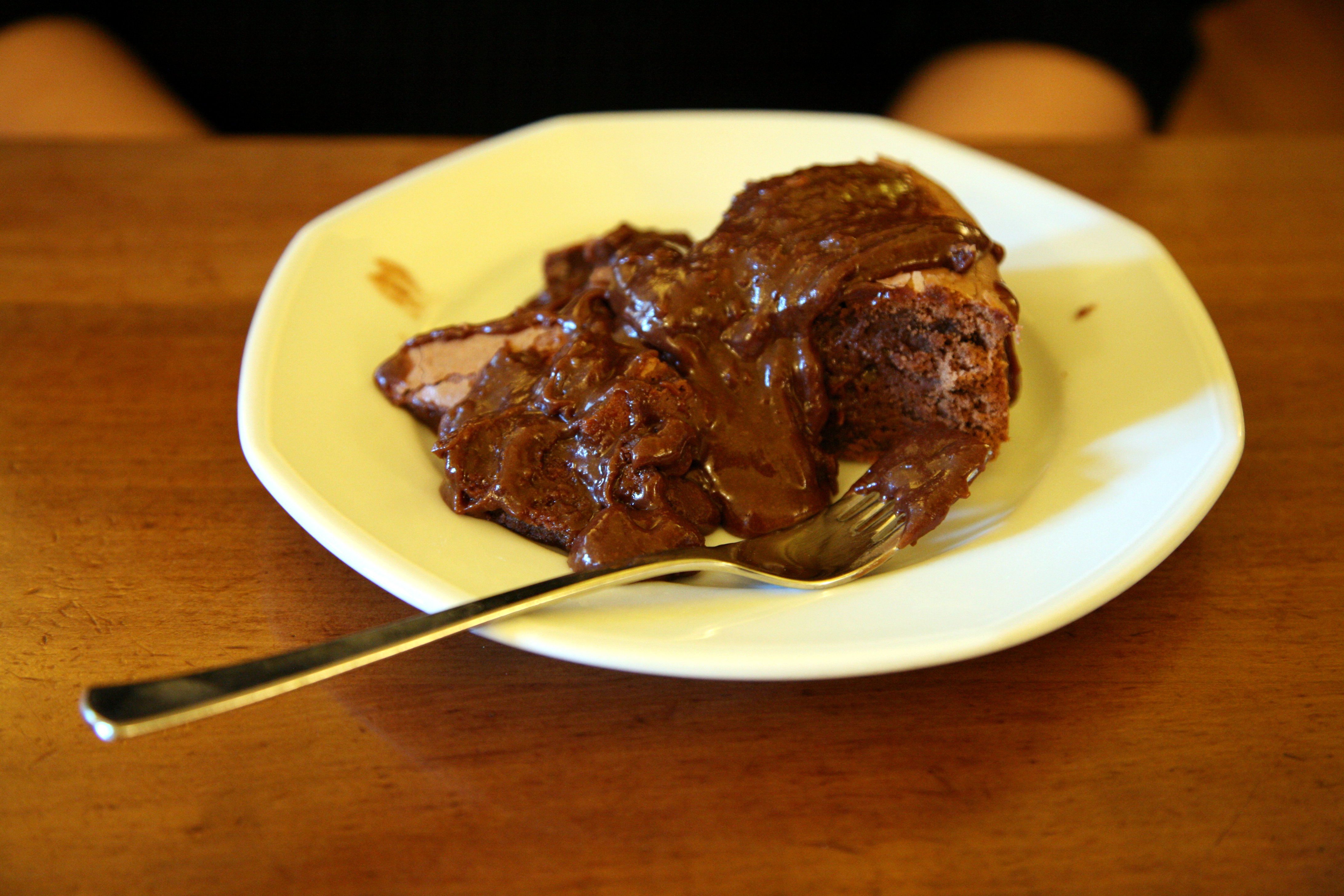
Chokladkaka som dessert